# جامعة براينت
جامعة براينت (بالإنجليزية: Bryant University)‏ هي جامعة خاصة في سميثفيلد، رود أيلاند. كانت تُعرف حتى أغسطس 2004 باسم كلية براينت (بالإنجليزية: Bryant College)‏. تتوفر جامعة براينت على كليتين، كلية الآداب والعلوم وكلية إدارة الأعمال، وهي مُعتمدَة من قبل جمعية نيو إنجلاند للمدارس والكليات وجمعية النهوض بكليات إدارة الأعمال.

## وصلات خارجية
- الموقع الرسمي
- Bryant Athletics website